# Beard (Familienname)
Beard ist ein ursprünglich angelsächsischer Familienname.

## Herkunft und Bedeutung
Beard ist ein Übername mit der Bedeutung the bearded one (deutsch: der Bärtige).

## Varianten
- Bearde, Berd, Beards

## Namensträger
- Adam Beard (* 1996), walisischer Rugby-Union-Spieler
- Al Beard (* 1942), US-amerikanischer Basketballspieler
- Alana Beard (* 1982), US-amerikanische Basketballspielerin
- Amanda Beard (* 1981), US-amerikanische Schwimmerin
- Angela Beard (* 1997), australisch-philippinische Fußballspielerin
- Arthur Beard (1879–1943), englischer Fußballspieler
- Betsy Beard (* 1961), US-amerikanische Ruderin
- Butch Beard (* 1947), US-amerikanischer Basketballspieler und -trainer
- Charles A. Beard (1874–1948), US-amerikanischer Historiker und Politikwissenschaftler
- Chris Beard, kanadischer Wirtschaftswissenschaftler
- Clarke Beard (1884–1978), US-amerikanischer Mittelstreckenläufer
- David Beard (* 1973), australischer Volleyballspieler
- Dean Beard (1935/1936–1989), US-amerikanischer Musiker
- Edward Beard (1940–2021), US-amerikanischer Politiker
- Elizabeth Ann Beard (* 1961), US-amerikanische Ruderin
- Ernie Beard (1907–1994), englischer Fußballspieler
- Frank Beard (Golfspieler) (* 1939), US-amerikanischer Golfspieler
- Frank Beard (* 1949), US-amerikanischer Musiker
- Frank Beard (Bischof) (Frank J. Beard), US-amerikanischer Geistlicher, Bischof der Methodistischen Kirche
- George M. Beard (1839–1883), US-amerikanischer Neurologe
- Hazel Beard (* 1930), US-amerikanische Politikerin
- James Beard (Maler) (1812–1893), US-amerikanischer Tiermaler
- James Beard (Koch) (1903–1985), US-amerikanischer Koch und Journalist
- James B. Beard (1935–2018), US-amerikanischer Gartenbauwissenschaftler
- James Arthur Beard, bekannt als Jim Beard (1960–2024), US-amerikanischer Jazzmusiker und Musikproduzent
- Jessica Beard (* 1989), US-amerikanische Leichtathletin
- Jim Beard (1960–2024), US-amerikanischer Jazzmusiker und Musikproduzent
- Joey Beard (* 1975), US-amerikanisch-italienischer Basketballspieler
- John Beard (Sänger) (um 1717–1791), britischer Sänger (Tenor)
- John Beard (Politiker) (1797–1876), US-amerikanischer Politiker
- John Beard (Biologe) (1858–1924), britischer Biologe
- John Beard (Maler) (* 1943), britisch-australischer Maler
- John Beard (Nachrichtensprecher) (John F. Beard; * 1948), US-amerikanischer Nachrichtensprecher und Schauspieler
- John Beard (Szenenbildner) (* 1948), britischer Szenenbildner
- Joshua George Beard (1797–1866), kanadischer Politiker
- K. Christopher Beard (* 1962), US-amerikanischer Paläontologe
- Macéo Beard (* 2000), französischer American-Football-Spieler
- Malcolm Beard (* 1942), englischer Fußballspieler
- Mark Beard (* 1974), englischer Fußballspieler
- Mary Beard (Althistorikerin) (* 1955), britische Althistorikerin
- Mary Ritter Beard (1876–1958), amerikanische Historikerin und Frauenrechtlerin
- Matthew Beard (Schauspieler, 1925) (auch Matthew „Stymie“ Beard; 1925–1981), US-amerikanischer Schauspieler
- Matthew Beard (Schauspieler, 1989) (* 1989), britischer Schauspieler
- Nigel Beard (* 1936), britischer Politiker
- Percy Beard (1908–1990), US-amerikanischer Hürdenläufer
- Peter Beard (1938–2020), US-amerikanischer Fotograf
- Ralph Beard (1927–2007), US-amerikanischer Basketballspieler
- Richard Beard (1931–2012), britischer Mediziner
- Robin Beard (1939–2007), US-amerikanischer Politiker
- Tanoka Beard (* 1971), US-amerikanischer Basketballspieler
- Tom Beard (1965–2015), britischer Schauspieler
- William Beard (Paläontologe) (1772–1868), britischer Paläontologe
- William Beard (Unternehmer) (1806–1886), US-amerikanischer Unternehmer
- William Beard (Maler) (1823–1900), US-amerikanischer Maler
- William Beard (Cricketspieler), neuseeländischer Cricketspieler
- William Beard (Historiker) (1907–1989), Historiker, Autor und Herausgeber